# 정선두
정선두(1959년 6월 6일~)은 OB 베어스, 청보 핀토스 등에서 뛰었던 전 야구선수다. 장충고등학교를 졸업하고 롯데 자이언트에서 투수로 활약했으며, 육군 경리단에서 병역 문제를 해결했다.

## OB 베어스 시절
1983년 OB 베어스에 1차 지명을 받고 입단했다. 그 해 선발과 불펜을 오가며 완봉 1번을 기록했으며, 2점대 평균자책점으로 활약했다. 그러나 이듬해부터는 성적이 떨어지게 된다.

## 청보 핀토스 시절
1985년 11월 27일 트레이드로 청보 핀토스로 이적했다. 이적 후 첫 시즌인 1986년에는 3점대 평균자책점으로 준수했으나 1987년에 무너지면서 은퇴를 결정하게 된다.

## 기록
- 1983년 : 15경기 3승 1패 ERA 2.60
- 1984년 : 1군 출전 기록 없음
- 1985년 : 7경기 1패, ERA 4.66
- 1986년 : 12경기 1승 2패 ERA 3.51
- 1987년 : 5경기 ERA 7.45